# Немецкая опера
Немецкая опера в Берлине (нем. Deutsche Oper Berlin) — оперный театр в Берлине.

## История создания

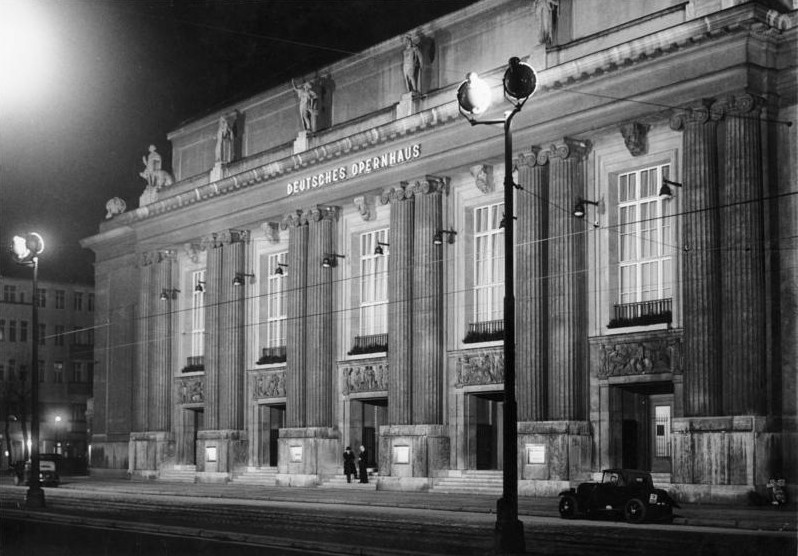
Немецкий дом оперы в 1936 году

Основан в 1912 году Отто Нейманом-Гофером, как оперный театр города Шарлоттенбурга, под названием Немецкий дом оперы (нем. Deutsches Opernhaus), и открылся постановкой оперы Людвига ван Бетховена «Фиделио» (дирижировал Игнац Вагхальтер). В 1920 году Шарлоттенбург был включён в состав Берлина, в 1925 году театр был переименован в Городскую оперу (нем. Städtische Oper), однако вскоре после перехода власти в Германии к нацистам управление театром перешло от городской администрации к Имперскому министерству народного просвещения и пропаганды, и театру было возвращено старое название. В 1935 году была проведена реконструкция здания на Бисмаркштрассе, а 23 ноября 1943 года оно было разрушено бомбардировкой.
По окончании Второй мировой войны Берлинская государственная опера оказалась в Восточном Берлине, а в Западном Берлине оперная труппа, наследующая Немецкому оперному дому, начала давать спектакли в помещении Западного театра (нем. Theater des Westens) на Кантштрассе, до войны использовавшегося по-разному, но в том числе и как оперный театр, особенно после 1935 года, когда в нём открылась (постановкой оперы Людвига ван Бетховена «Фиделио») так называемая Народная опера (нем. Volksoper), подконтрольная нацистской общественной организации «Сила через радость». 4 сентября 1945 года на этой сцене был представлен первый послевоенный оперный спектакль в Берлине — опера Людвига ван Бетховена «Фиделио».

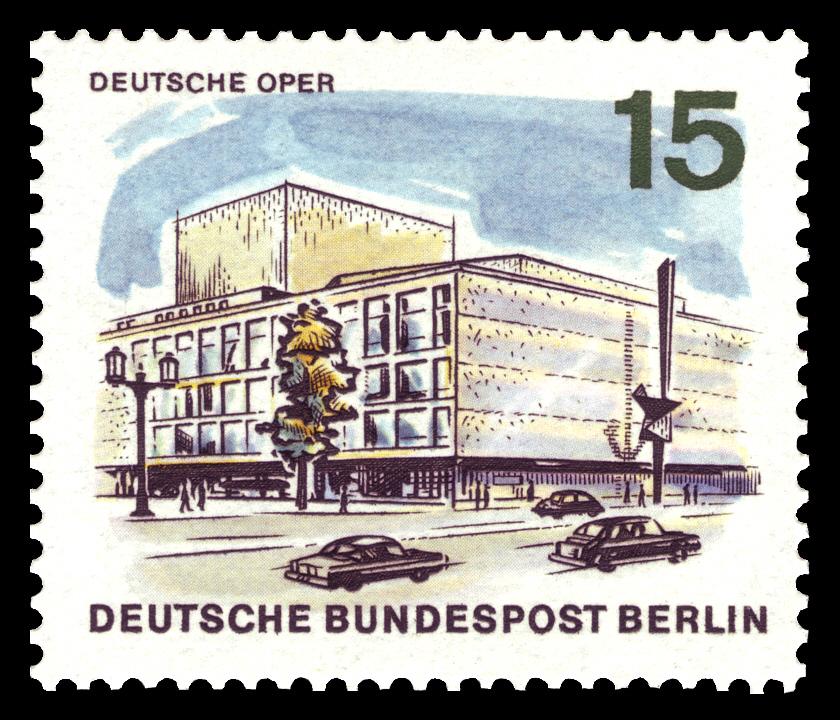
Немецкая опера на западноберлинской марке 1965 года

Новое здание Немецкой оперы было построено к 1961 году по проекту Фрица Борнемана и открылось 24 сентября — но на этот раз уже оперой Вольфганга Амадея Моцарта «Дон Жуан» (в заглавной партии был занят Д.Фишер-Дискау, оркестром дирижировал Ф.Фричай).
Другой моцартовский спектакль Немецкой оперы, вошедший в историю, состоялся 2 июня 1967 года: в этот вечер давали «Волшебную флейту» в присутствии находившегося в Западном Берлине с официальным визитом шаха Ирана Мохаммеда Резы Пехлеви, и при разгоне проходившей перед театром демонстрации протеста был убит один из демонстрантов, студент Бенно Онезорг, что привело к радикализации и расколу германского студенческого движения.
Среди значительных музыкальных событий в послевоенной истории театра — мировые премьеры опер Роджера Сешенса «Монтесума» (1964), Ханса Вернера Хенце «Молодой лорд» (1965), Луиджи Даллапикколы «Улисс» (1968), Вольфганга Фортнера «Елизавета Тюдор» (1972), Маурисио Кагеля «Из Германии» (1981), Вольфганга Рима «Эдип» (1987).